# MAN TGM

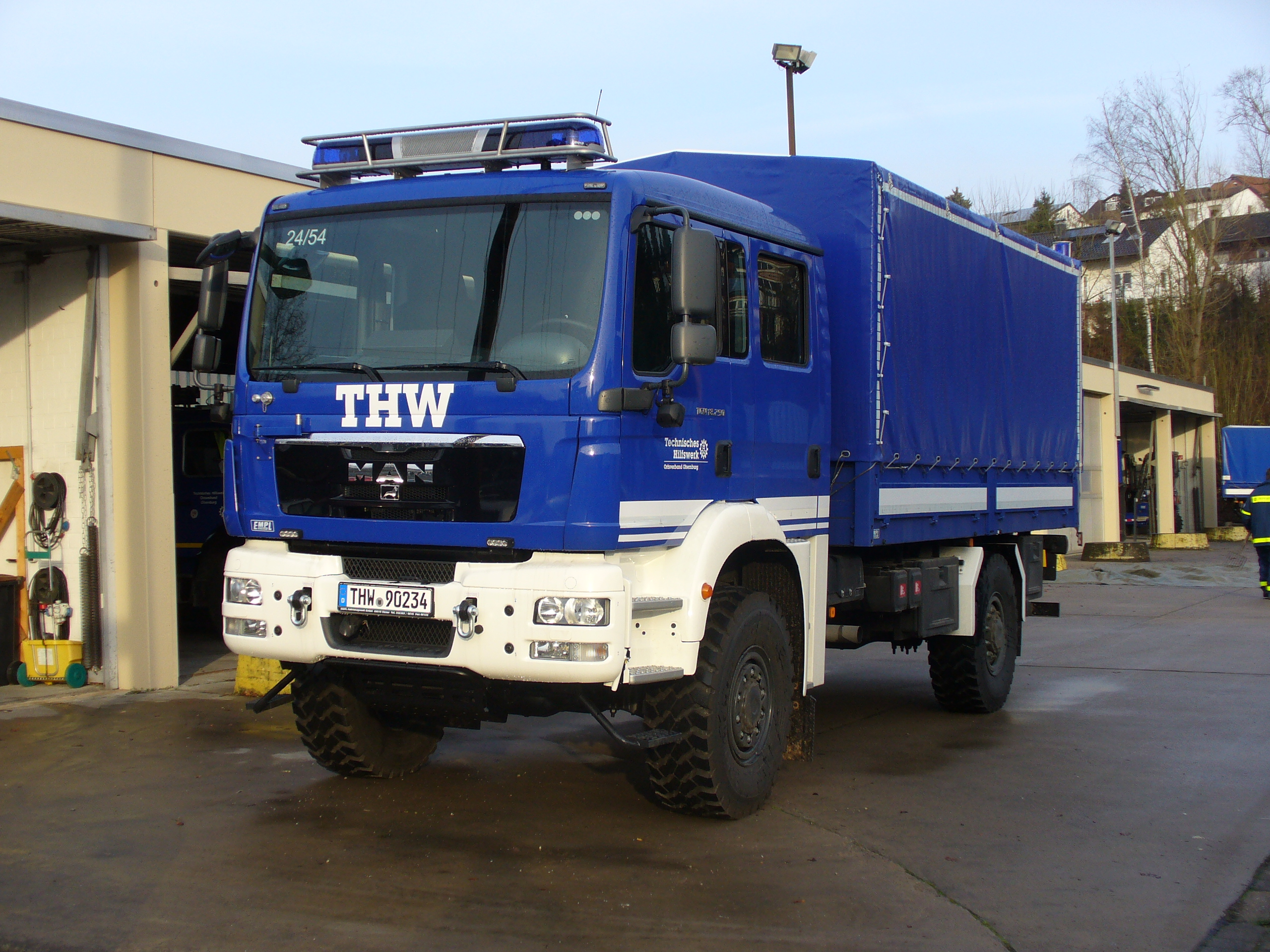

De MAN TGM is een vrachtwagentype van het merk MAN.
TGM is de alleskunner van Man en richt zich op alle veelvoorkomende werkzaamheden. Het model is leverbaar in drie types cabines van MAN. Het type heeft een laadvermogen van 13 tot 26 ton. Er is ook een type van 12 ton waarmee men Mautt-vrij Duitsland in kan. 